# Laurent Moutinot
Laurent Moutinot, né le 2 mars 1953 à Genève, est une personnalité politique genevoise, membre du Parti socialiste. 
Il est conseiller d'État de 1997 à 2009 et président du Conseil d'État en 2003 et 2008.

## Biographie
À 19 ans, il devient correspondant genevois de la communauté religieuse de Taizé. En 1978, il obtient son brevet d'avocat alors qu'il préside la Ligue genevoise des droits de l'homme.
Il exerce au barreau de Genève de  1978 à 1997 et œuvre parallèlement comme avocat-conseil au sein  l'ASLOCA avant d'en devenir le président en 1990,. Il entre en 1987 au Parti socialiste avec l'appui de l'ancien conseiller d'État Willy Donzé.
Il effectue dès 2010 plusieurs voyages autour du monde, traversant notamment le Burkina Faso, le Ghana, le Soudan et le Cambodge. Il a publié ses récits de voyages dans quatre livres, parus aux Éditions Slatkine.
Il est le père de trois enfants, qu'il a élevés dans la commune de Bellevue, où il a habité depuis le milieu des années 1980 jusqu'en 2013. Depuis 2013, il est domicilié à Lancy.

## Parcours politique
Député au Grand Conseil entre 1993 et 1997, il est chef du groupe parlementaire socialiste de 1994 à 1996. 
Élu au Conseil d'État le 16 novembre 1997, il prend la tête du département de l'aménagement, de l'équipement et du logement. Il est réélu le 11 novembre 2001 et le 13 novembre 2005, date à laquelle il prend en charge le nouveau département des institutions, qui regroupait avant justice, police et sécurité. Il préside le Conseil d'État en 2002-2003 puis à nouveau en 2007-2008. Le bilan de ses activités à la tête du département des institutions est controversé, notamment à cause des problèmes de sécurité à Genève et pour sa gestion de l'arrestation en juillet 2008 de Hannibal Kadhafi à Genève.
En 2014, il devient président de la fondation du Stade de Genève, sauvée de la faillite en 2016 grâce à une subvention annuelle de 1,84 million de francs suisses pour 4 ans,.
Il prend la présidence de la Chambre des relations collectives de travail en 2013 et y est réélu en novembre 2017 pour 6 ans.

## Publications
- Laurent Moutinot, Le chameau véloce sur la route de la soie, Genève, Éditions Slatkine, 25 octobre 2010, 96 p. (ISBN 9782832104286)
- Laurent Moutinot, Le chameau véloce sur la route des esclaves, Genève, Éditions Slatkine, 19 septembre 2012, 96 p. (ISBN 9782832105115)
- Laurent Moutinot, Le chameau véloce descend le Nil, Genève, Éditions Slatkine, 9 septembre 2014, 104 p. (ISBN 9782832106266)
- Laurent Moutinot, Le chameau véloce gambade au Cambodge, Genève, Éditions Slatkine, 11 septembre 2017, 88 p. (ISBN 9782832108246)